# Casa al carrer Fontanella, 14 (Olot)
La casa al carrer Fontanella, 14 d'Olot (Garrotxa) és una obra eclèctica inclosa a l'Inventari del Patrimoni Arquitectònic de Catalunya.

## Descripció
És una casa entre mitgeres amb teulat a dues aigües. Disposa de soterrani, planta baixa amb gran porta d'accés, amb reixes de ventilació i bonica entrada amb rajoles catalanes amb motius florals, predominant els colors verds, blaus i vermells. Els murs són estucs imitant grans blocs de pedra. El primer pis té un gran balcó sostingut per mènsules ornades amb fullatges estilitzats que es reiteren en el pis superior. Les portes que hi donen accés estan emmarcades per garlandes de fruits, flors i petxines fets d'estuc. La cornisa és sostinguda per mènsules, entre les quals hi ha les finestretes de ventilació de les golfes i rams de fruits i llaços fets d'estuc.

## Història
Durant la segona meitat del segle xix a Olot continuaren les vicissituds bèl·liques o polítiques i els voltants i les altures de la vila foren fortificats. Aquests esdeveniments van determinar una forta davallada de la població. Mentrestant, a la vila i comarca es va generar un fort nucli industrial al costat del riu Fluvià. Constructivament, és el moment en què es tiren endavant dos grans projectes: plaça Clarà i el passeig de Barcelona. Pel que fa al creixement urbà destaquen les zones de Sant Roc, la plaça Palau i la construcció de les fileres de cases del carrer Mulleres i adjacents.